# Aleksandar Ranđelović
Aleksandar Ranđelović (cirill betűkkel: Александар Ранђеловић; Leskovac, 1987. december 9. –) szerb labdarúgó. Jelenleg a Yuen Long FC játékosa. Posztját tekintve középpályás.

## Pályafutása

### Orosháza FC
2011-ben került az Orosháza FC-ben, ahonnan egy szezon után távozott Békéscsabára.

## Sikerei, díjai
Békéscsaba 1912 Előre:
- Magyar labdarúgó-bajnokság (másodosztály) bronzérmes: 2012–13

Sun Pegasus FC:
- Hongkongi Premier League ezüstérmes: 2013–2014
- Hong Kong Senior Challenge Shield döntős: 2013–2014